# Eng (lied)
Eng is een lied van de Nederlandse rapper Lijpe. Het werd in 2016 als single uitgebracht en stond in hetzelfde jaar als zestiende track op het album Jackpot.

## Achtergrond
Eng is geschreven door Abdel Achahbar en Marciano Remak en geproduceerd door Djermo. Het is een nummer uit het genre nederhop. Het is een lied waarin de artiest over zijn succes als rapper en over hoe een dame hem als rijk persoon ziet. De single heeft in Nederland de platinastatus.

## Hitnoteringen
De rapper had succes met het lied in de Nederlandse hitlijsten. Het kwam tot de achttiende plaats van de Single Top 100 en stond zestien weken in de lijst. De Top 40 werd niet bereikt; het kwam tot de vierde positie van de Tipparade. 